# Amazona viridigenalis
Amazona viridigenalis là một loài chim trong họ Psittacidae.

## Hình ảnh

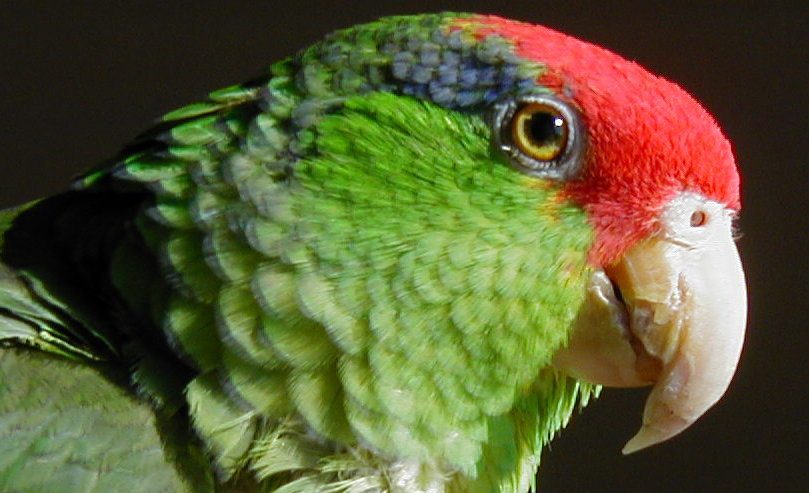
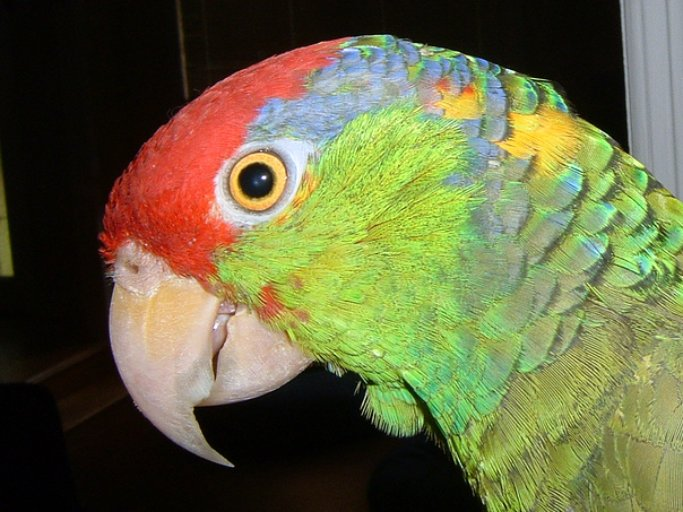
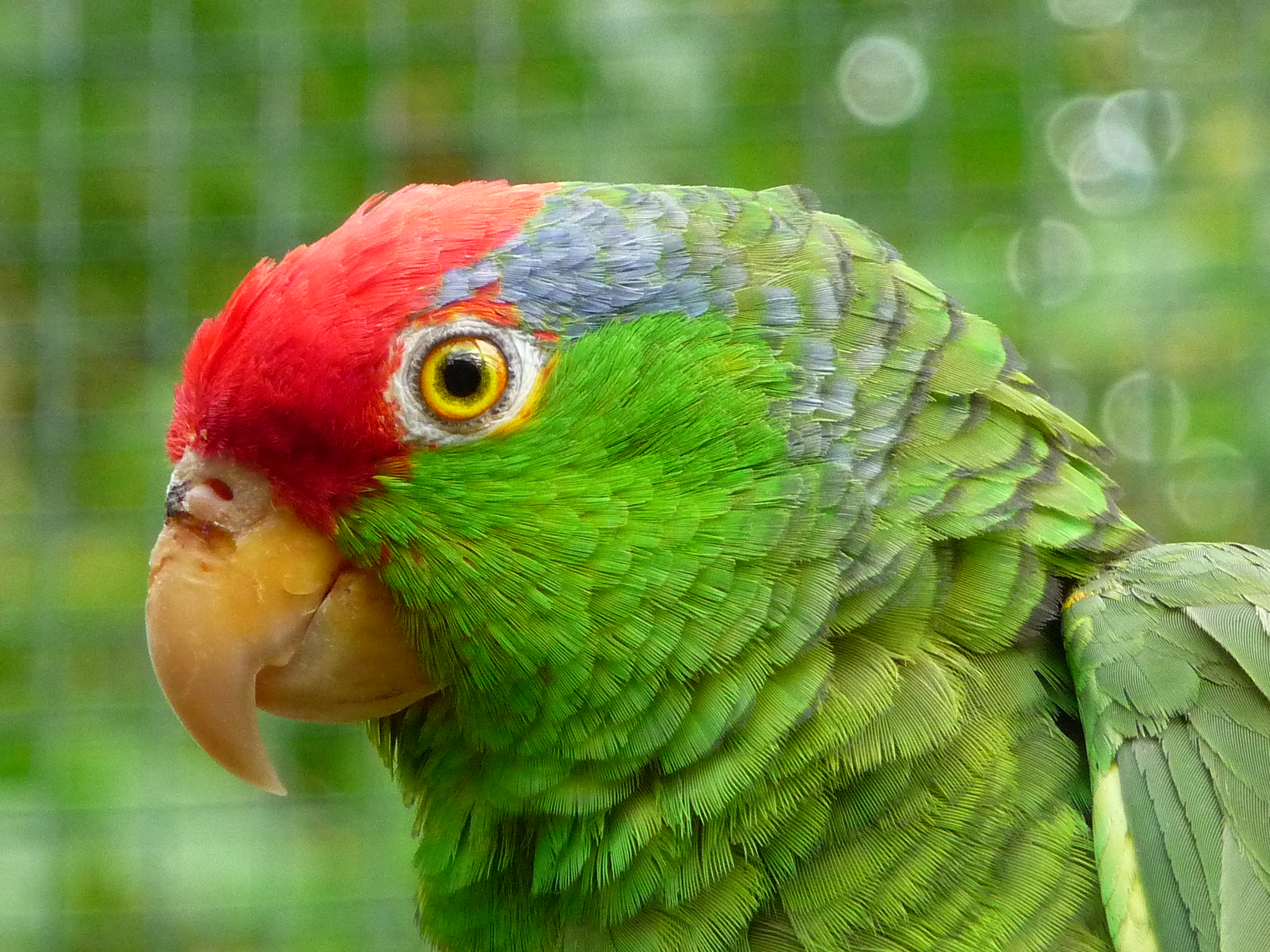